# Bucculatrix canadensisella
Bucculatrix canadensisella (tên tiếng Anh: Birch Skeletonizer) là một loài bướm đêm thuộc họ Bucculatricidae. Nó được tìm thấy ở phần phía bắc của Hoa Kỳ và Canada.
Con trưởng thành bay between tháng 6 và tháng 7 tùy theo địa điểm.
Ấu trùng ăn các loài Betula.